# 張献恭
張献恭（ちょう けんきょう、生没年不詳）は、唐代の官僚・軍人。本貫は陝州平陸県。

## 経歴
幽州節度使の張守珪の弟の張守瑜の子として生まれた。軍功を重ねて太常卿に試用され、右羽林将軍を兼ねた。大暦3年（768年）、従兄の張献誠に代わって梁州刺史となり、御史中丞を兼ね、山南西道節度観察使をつとめた。大暦12年（777年）7月、吐蕃の1万人あまりの兵を岷州で撃破した。建中2年（781年）1月、検校兵部尚書を加えられ、東都留守をつとめた。建中3年（782年）1月、太府卿・容州刺史・本管経略招討使となった。建中4年（783年）7月、渾瑊・盧杞・段秀実とともに長安の西に壇を築いて吐蕃の尚結賛と会盟した。興元元年（784年）6月、検校吏部尚書に転じた。徳宗が盧杞を饒州刺史に移そうとすると、給事中の袁高がこれに反対した。献恭は袁高の意見を至当なものと言上したが、徳宗は聞き入れなかった。献恭はさらに「袁高は陛下の一良臣」と上奏した。徳宗は宰相の李勉らを顧みて「朕は盧杞に一小州の刺史を授けたいのだが、いけないのか」というと、「陛下は大州の刺史を授けることもおできになりますが、どうして士庶を失望させられましょうか」と答えた。
子に張煦があり、夏州節度使に上った。

## 伝記資料
- 『旧唐書』巻122 列伝第72
- 『新唐書』巻133 列伝第58